# 山田満夫
山田 満夫（やまだ みつお、1994年5月26日 - ）は、北海道出身のプロサッカー選手。ポジションはミッドフィールダー。

## 来歴
小学校1年から中学校までは札幌市のFORZA S.Cに所属。高校入学直前には1か月、スペインへ単身で修行に出た。帯広北高校では、ボランチとしてチームを支え、主将も務めた。
高校3年の夏休みに松本山雅FCの練習に参加した際、反町康治監督の目に留まり、2013年より松本山雅FCに入団。
2014年2月、松本を退団し、仙台大学へ進学すると発表された。
2016年9月、2017年4月にベガルタ仙台の特別指定選手に承認された。
2018年より松本に復帰。
2019年、アスルクラロ沼津へ期限付き移籍。しかしこの年に松本、沼津共に契約満了となった。
2020年2月19日、川上盛司とともにイラワラ・プレミアリーグ（オーストラリア・イラワラ地域の独立リーグ）のウロンゴン・ユナイテッドFCへの加入がクラブから発表された。21日には松本と沼津からも移籍が発表された。

## 所属クラブ
- FORZA S.C
- FORZA S.Cジュニアユース (札幌市立北陽中学校)
- 帯広北高等学校
- 2013年 - 2014年2月  松本山雅FC
- 2014年 - 2017年  仙台大学
  - 2016年9月 - 同年12月  ベガルタ仙台（特別指定選手）
  - 2017年4月 - 同年7月  ベガルタ仙台（特別指定選手）
- 2018年 - 2019年  松本山雅FC
  - 2019年  アスルクラロ沼津（期限付き移籍）
- 2020年 -  ウロンゴン・ユナイテッドFC（英語版）

## 個人成績
| 国内大会個人成績 | 国内大会個人成績 | 国内大会個人成績 | 国内大会個人成績 | 国内大会個人成績 | 国内大会個人成績 | 国内大会個人成績 | 国内大会個人成績 | 国内大会個人成績 | 国内大会個人成績 | 国内大会個人成績 | 国内大会個人成績 |
| 年度             | クラブ           | 背番号           | リーグ           | リーグ戦         | リーグ戦         | リーグ杯         | リーグ杯         | オープン杯       | オープン杯       | 期間通算         | 期間通算         |
| 年度             | クラブ           | 背番号           | リーグ           | 出場             | 得点             | 出場             | 得点             | 出場             | 得点             | 出場             | 得点             |
| 日本             | 日本             | 日本             | 日本             | リーグ戦         | リーグ戦         | リーグ杯         | リーグ杯         | 天皇杯           | 天皇杯           | 期間通算         | 期間通算         |
| ---------------- | ---------------- | ---------------- | ---------------- | ---------------- | ---------------- | ---------------- | ---------------- | ---------------- | ---------------- | ---------------- | ---------------- |
| 2013             | 松本             | 37               | J2               | 0                | 0                | -                | -                | 0                | 0                | 0                | 0                |
| 2014             | 松本             | 37               | J2               | 0                | 0                | -                | -                | -                | -                | 0                | 0                |
| 2015             | 仙台大           | 10               | -                | -                | -                | -                | -                | 2                | 1                | 2                | 1                |
| 2018             | 松本             | 37               | J2               | 0                | 0                | -                | -                | 0                | 0                | 0                | 0                |
| 2019             | 沼津             | 6                | J3               | 10               | 1                | -                | -                | -                | -                | 10               | 1                |
| 通算             | 日本             | 日本             | J2               | 0                | 0                | -                | -                | 0                | 0                | 0                | 0                |
| 通算             | 日本             | 日本             | J3               | 10               | 1                | -                | -                | -                | -                | 10               | 1                |
| 通算             | 日本             | 日本             | 他               | -                | -                | -                | -                | 2                | 1                | 2                | 1                |
| 総通算           | 総通算           | 総通算           | 総通算           | 10               | 1                | -                | -                | 2                | 1                | 12               | 2                |

出場歴
- Jリーグ初出場 - 2019年6月16日 J3第12節 vsブラウブリッツ秋田戦（愛鷹広域公園多目的競技場）